# マーカス・ストーン
マーカス・ストーン（Marcus Stone RA、1840年7月4日 - 1921年3月24日）はイングランドの画家である。歴史画、風俗画や有名な作家の書籍の挿絵を描いた。

## 略歴
ロンドンで生まれた。父親のフランク・ストーン(Frank Stone ARA:1800–1859)は画家で、ロイヤル・アカデミー・オブ・アーツの準会員で、チャールズ・ディケンズら多くの文学者たちの友人であった。父親から絵を学び、18歳になる前にロイヤル・アカデミー・オブ・アーツの展覧会に作品を出展し、その後、1920年まで作品の出展を続けた。1864年にワーテルローで敗北した後のナポレオンを描いた作品で評判を得た。
チャールズ・ディケンズが1864年から執筆した『互いの友』（Our Mutual Friend）から、それまでディケンズの小説の挿絵を描いていたハブロット・ナイト・ブラウン(Hablot Knight Browne)に代って、ディケンズの作品の挿絵を描くようになった。1901年にストーンの挿絵で再刊されたディケンズの『大いなる遺産』の挿絵は高い評価を得た。ディケンズの他にアントニー・トロロープの作品の挿絵も描いた。これらの挿絵は人気を得て、多くの報酬を得ることができた。
1877年にロイヤル・アカデミー・オブ・アーツの準会員に選ばれ、1887年に正会員に選ばれた。
1876年から、ロンドン、ケンジントンのリチャード・ノーマン・ショウが設計したスタジオ付きの邸に住み 、この建物は歴史的建造物（イングリッシュ・ヘリテッジ）になっている。

## 作品

### 油絵

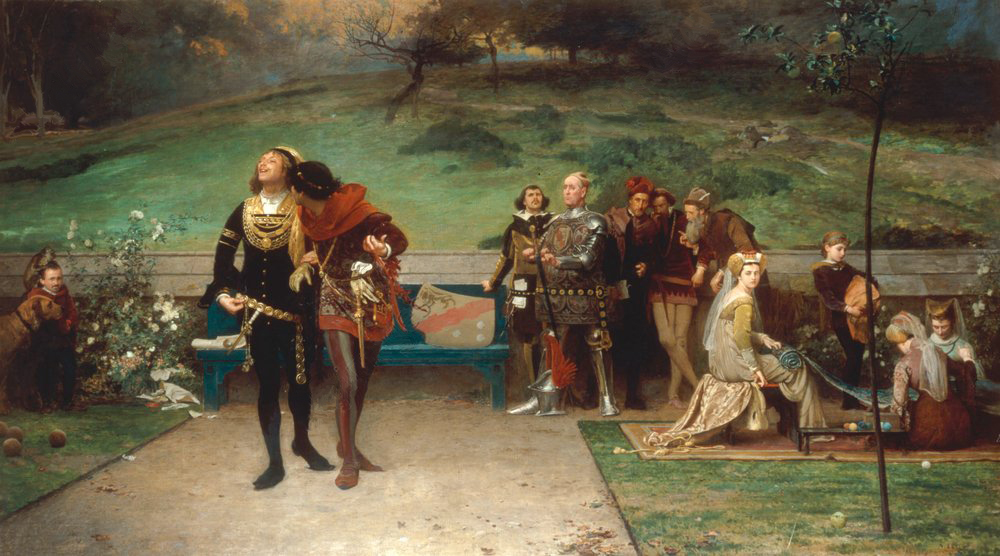
エドワード2世とギャヴィストン
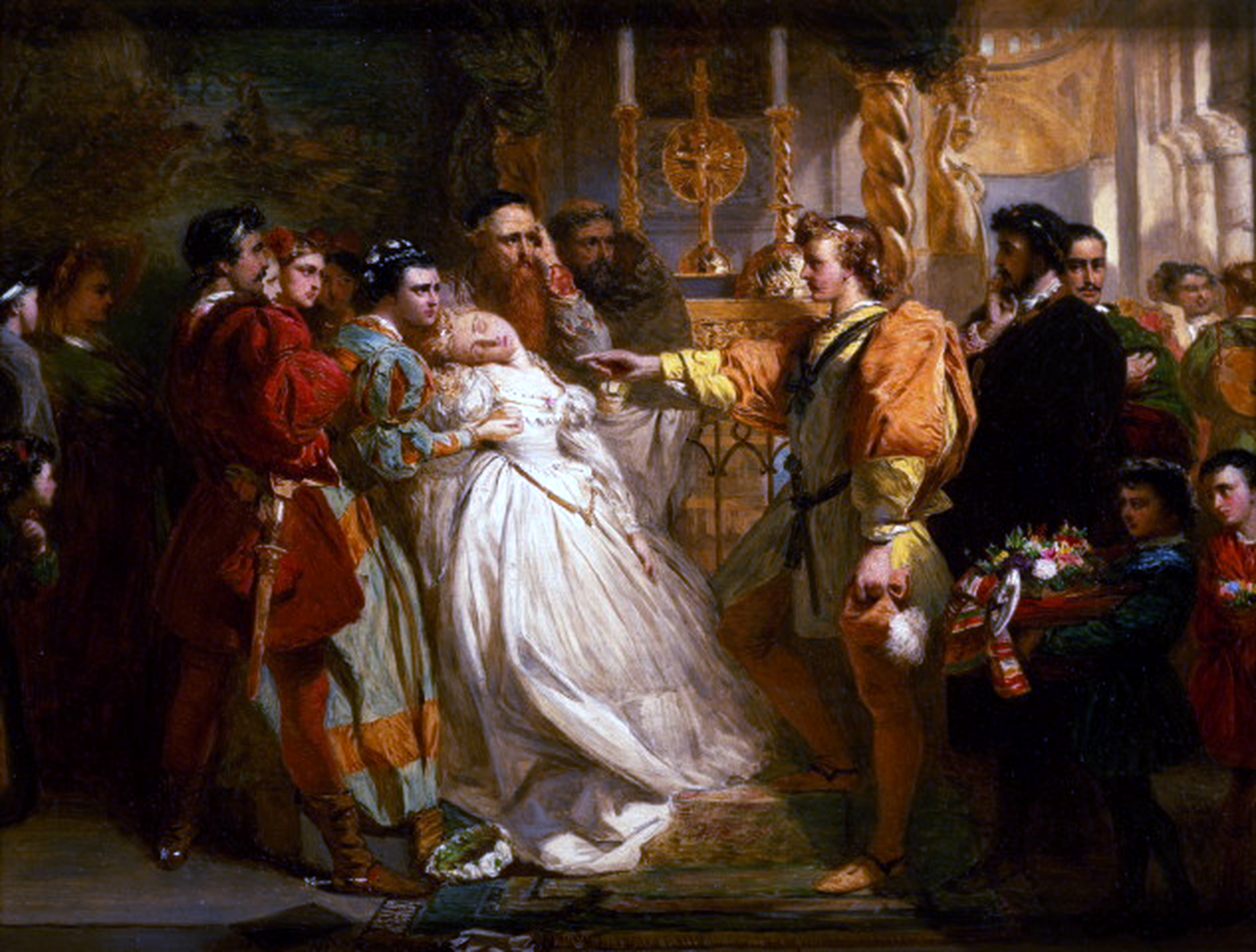
『空騒ぎ』のクローディオとドン・ジョン
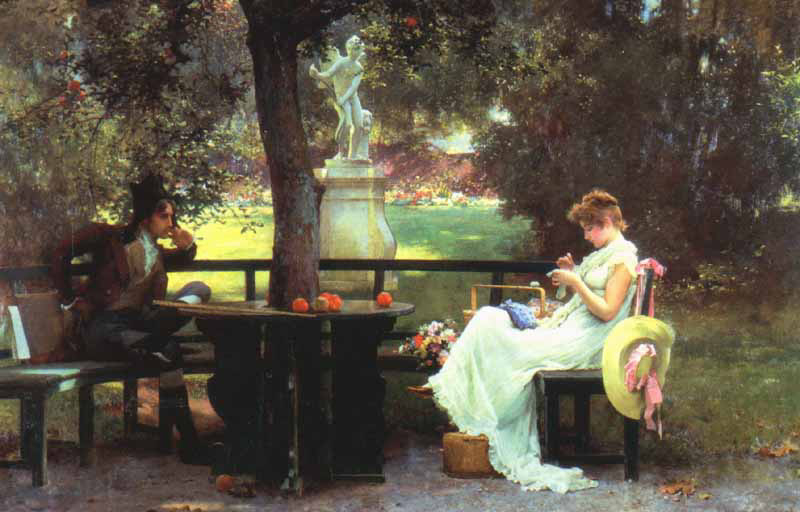
"In Love"

### 挿絵

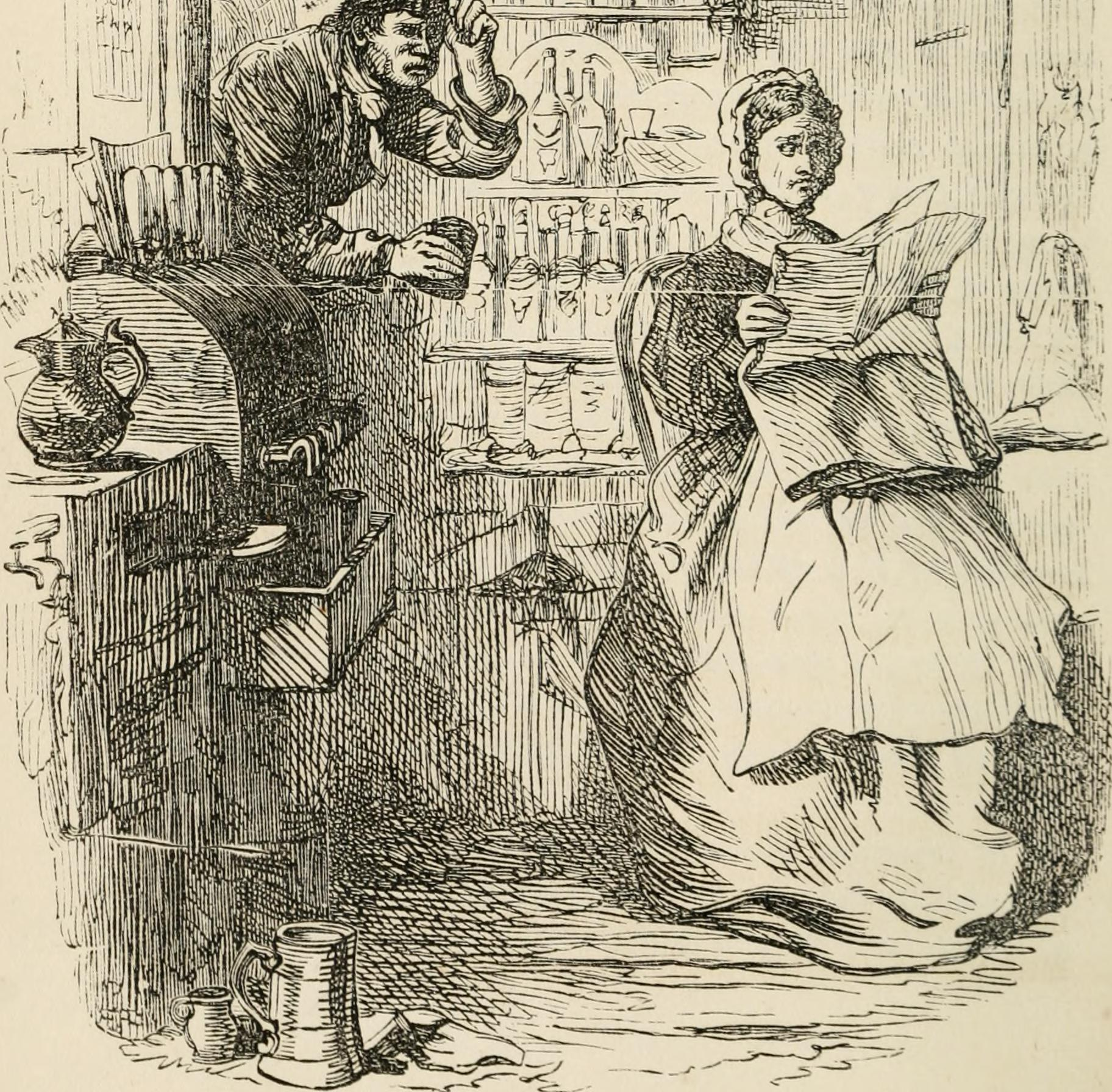
『互いの友』の挿絵(1864)
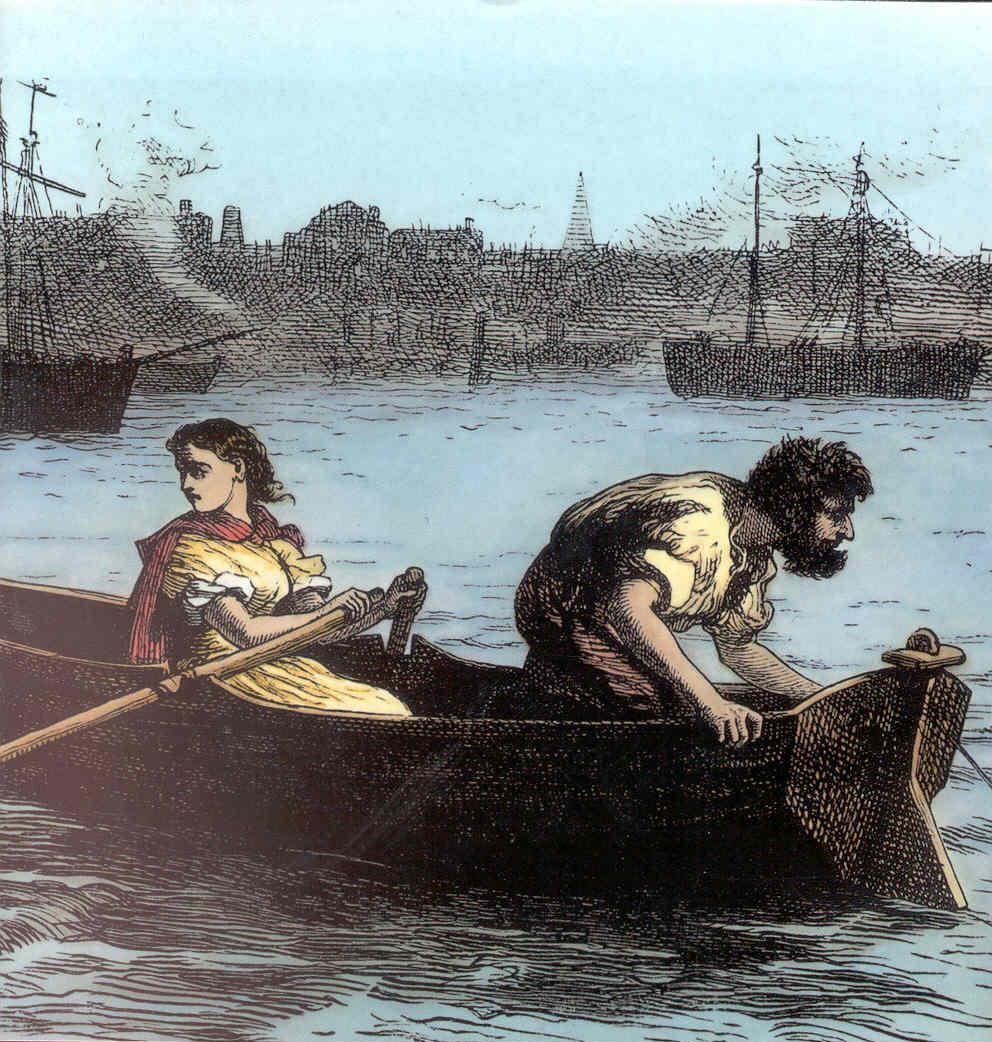
『互いの友』の挿絵(1864)
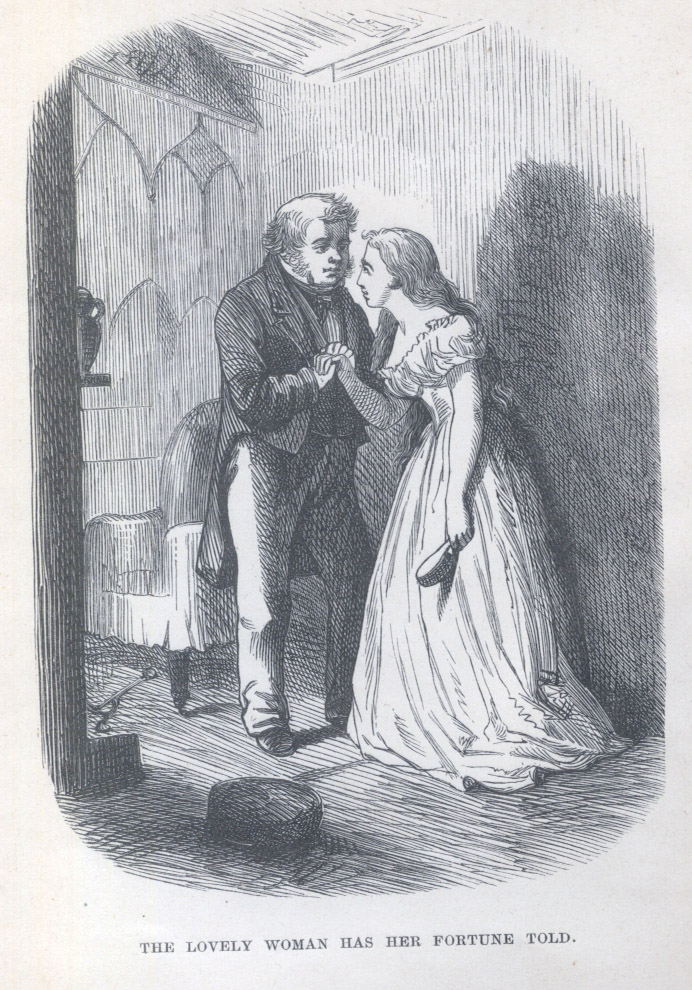
『互いの友』の挿絵(1864)
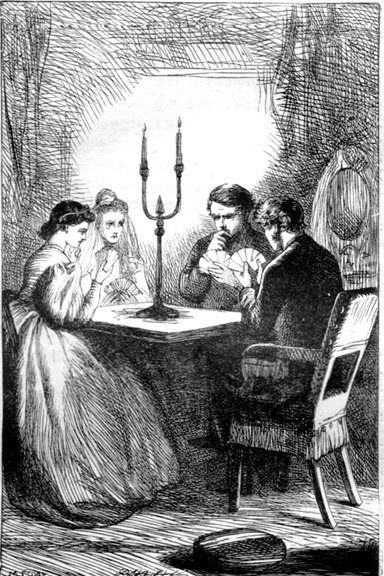
『大いなる遺産』の挿絵